# Georg Fischer (Biathlet)
Georg Fischer (* 10. November 1960 in Kelheim) ist ein früherer deutscher Biathlet und Skilangläufer.
Georg Fischer startete für den SC Ruhpolding. Er nahm erstmals 1987 an den Biathlon-Weltmeisterschaften in Lake Placid teil und wurde dort 17. des Sprintrennens. Im Jahr darauf startete er bei den Olympischen Winterspielen 1988 in Calgary bei den Skilangläufern. Über 50-Kilometer kam er auf den 34. Platz, mit Walter Kuß, Jochen Behle und Herbert Fritzenwenger wurde er zudem Siebter mit der Staffel. 1989 nahm er in Feistritz an der Drau erneut an den Biathlon-Weltmeisterschaften teil und gewann mit Franz Wudy, Fritzenwenger und Fritz Fischer hinter der Sowjetunion und vor der Vertretung der DDR beim erstmals ausgetragenen Mannschaftsrennen die Silbermedaille. Im Sprint wurde er 39. National gewann Fischer 1985, 1986 und 1990 die Staffeltitel mit der Vertretung Bayerns.
Fischers Brüder Fritz und Markus waren ebenfalls aktive Biathleten.